# ヒロサクラ
ヒロサクラ（1940年 -1960年）とは日本の競走馬である。全兄に第3回京都農林省賞典4歳呼馬の優勝馬テツザクラがいる。

## 経歴
※馬齢は旧表記を用いる。
旧3歳のときセリ市に出されると65800円の価格で落札される。
1943年3月14日の小倉の新呼馬競走（1600m）でデビューして2着。小倉開催では3戦1勝して東上すると、横浜農林省賞典4歳呼馬でダイヱレクの4着。次走の東京の古呼馬六千円下を7馬身差で圧勝して東京優駿競走（日本ダービー）に出走したが、クリフジの8着に惨敗した。
秋は関西を中心に出走するも京都農商省賞典4歳呼馬ではクリフジの大差の2着に敗れている。
1944年の競走は能力検定競走で行われ、阪神記念、帝室御賞典（春）など4戦4勝の成績を残して引退した。
1945年より栃木、胆振（吉田牧場）、日高を経て宮城で供用されていた。
種牡馬としてはオークス馬ヒロイチなどを輩出するなど成功した。
1960年8月、心臓衰弱で死亡。

## 競走成績
- 1943年（15戦3勝）
  - 京都農商省賞典4歳呼馬2着
- 1944年（4戦4勝）
  - 帝室御賞典（春）、阪神記念

## 主な産駒
- ヒロイチ（優駿牝馬〈オークス〉）
- ヒロホマレ（鳴尾記念〈春〉）
- セカイオー（阪神大賞典、京都記念〈春〉、鳴尾記念3回）
- ミナトリユウ（京都特別）
- ダンサー（秋の鞍、金盃）

など

## 血統表
| ヒロサクラの血統（オーム系 / Wenlock 5×5=6.25%、St. Simon 5×5=6.25%） | ヒロサクラの血統（オーム系 / Wenlock 5×5=6.25%、St. Simon 5×5=6.25%） | ヒロサクラの血統（オーム系 / Wenlock 5×5=6.25%、St. Simon 5×5=6.25%） | （血統表の出典）     | （血統表の出典） |
| 父 *ダイオライト Diolite 1927 黒鹿毛                                  | 父の父Diophon 1921 栗毛                                               | Grand Parade                                                          | Orby                 | Orby             |
| 父 *ダイオライト Diolite 1927 黒鹿毛                                  | 父の父Diophon 1921 栗毛                                               | Grand Parade                                                          | Grand Geraldine      |                  |
| 父 *ダイオライト Diolite 1927 黒鹿毛                                  | 父の父Diophon 1921 栗毛                                               | Donnetta                                                              | Donovan              | Donovan          |
| 父 *ダイオライト Diolite 1927 黒鹿毛                                  | 父の父Diophon 1921 栗毛                                               | Donnetta                                                              | Rinovata             |                  |
| 父 *ダイオライト Diolite 1927 黒鹿毛                                  | 父の母Needle Rock 1915 鹿毛                                           | Rock Sand                                                             | Sainfoin             | Sainfoin         |
| 父 *ダイオライト Diolite 1927 黒鹿毛                                  | 父の母Needle Rock 1915 鹿毛                                           | Rock Sand                                                             | Roquebrune           |                  |
| 父 *ダイオライト Diolite 1927 黒鹿毛                                  | 父の母Needle Rock 1915 鹿毛                                           | Needle Point                                                          | Isinglass            | Isinglass        |
| 父 *ダイオライト Diolite 1927 黒鹿毛                                  | 父の母Needle Rock 1915 鹿毛                                           | Needle Point                                                          | Etui                 |                  |
| 母 朝桜 1929 栗毛                                                     | 母の父*トウルヌソル Tournesol 1922 鹿毛                               | Gainsborough                                                          | Bayardo              | Bayardo          |
| 母 朝桜 1929 栗毛                                                     | 母の父*トウルヌソル Tournesol 1922 鹿毛                               | Gainsborough                                                          | Rosedrop             |                  |
| 母 朝桜 1929 栗毛                                                     | 母の父*トウルヌソル Tournesol 1922 鹿毛                               | Soliste                                                               | Prince William       | Prince William   |
| 母 朝桜 1929 栗毛                                                     | 母の父*トウルヌソル Tournesol 1922 鹿毛                               | Soliste                                                               | Sees                 |                  |
| 母 朝桜 1929 栗毛                                                     | 母の母種家 1919 鹿毛                                                  | *ダイヤモンドウェッディング                                           | Diamond Jubilee      | Diamond Jubilee  |
| 母 朝桜 1929 栗毛                                                     | 母の母種家 1919 鹿毛                                                  | *ダイヤモンドウェッディング                                           | Wedlock              |                  |
| 母 朝桜 1929 栗毛                                                     | 母の母種家 1919 鹿毛                                                  | 第三フエアペギー                                                      | *インタグリオー      | *インタグリオー  |
| 母 朝桜 1929 栗毛                                                     | 母の母種家 1919 鹿毛                                                  | 第三フエアペギー                                                      | *フエアペギー F-No.6 |                  |

## 参考資料
- 『天皇賞史I』 （フジテレビ製作、ポニーキャニオン販売）：1995年